# Stockholms hospital
Stockholms hospital var två olika hospital belägna i Stockholm, Uppland, under medeltiden. Det första hospitalet omnämns första gången 1278 och var beläget ungefär vid dagens Klara kyrka. Omkring 1280, kort efter inrättningens första omnämnande i de historiska källorna, lät ärkebiskopen av Uppsala stift avveckla hospitalet och överföra dess tillgångar till Enköpings hospital. Under mer än 100 år stod Stockholm utan hospital; inte förrän 1418 är ett nytt hospital under uppförande. Det nya hospitalets helgades åt Sankt Göran. Sankt Görans hospitals läge är inte fastställt, men det kan ha varit beläget strax norr om nuvarande Gustav Adolfs torg.
1527 flyttades hospitalet till det då utrymda Gråbrödaklostret på Gråmunkeholmen, nuvarande Riddarholmen, och 1531 flyttades även Helgeandshusets verksamhet dit, varvid de två institutionerna slogs ihop.
Genom kung Gustav Vasas brev 21 februari 1551 flyttades hospitalsverksamheten från Gråmunkeholmen till Danviken.